# Neoplan Jetliner
Neoplan Jetliner – autobus międzymiastowy, autokar średniopokładowy produkowany od 1973 roku przez Neoplan Bus GmbH. W 2012 roku miała miejsce premiera najnowszej generacji modelu. Symbol stosowany przez producenta to N208.

## Dane techniczne Jetlinera 2012
W 2012 roku na targach IAA zaprezentowano najnowszą wersję autobusu Neoplan Jetliner. Jego design nawiązywał do poprzednich generacji. Charakterystycznym elementem jest pochylony ku przodowi słupek za pierwszymi drzwiami z chromowaną plakietką z nazwą modelu. Uwagę przyciąga również klimatyzacja umieszczona w przedniej części pojazdu. Jetliner wyróżnia się niespotykaną w tej klasie pojazdów gamą wyposażenia dodatkowego, m.in. w barek, WC, ekrany LCD. Model jest obecnie dostępny w dwóch długościach:
|                     | Neoplan Jetliner              | Neoplan Jetliner C            |
| ------------------- | ----------------------------- | ----------------------------- |
| Długość             | 12 247 mm                     | 13 007 mm                     |
| Szerokość           | 2 550 mm                      | 2 550 mm                      |
| Wysokość            | 3 400 mm                      | 3 400 mm                      |
| Rozstaw osi         | 6 120 mm                      | 6 880 mm                      |
| Zwis przedni        | 2 726 mm                      | 2 726 mm                      |
| Zwis tylny          | 3 401 mm                      | 3 401 mm                      |
| Średnica zawracania | 21 300 mm                     | 23 200 mm                     |
| Silnik              | MAN D20 R6 Common Rail Euro 6 | MAN D20 R6 Common Rail Euro 6 |
| Moc silnika         | 360 lub 400 KM                | 360 lub 400 KM                |
| Skrzynia biegów     | MAN TipMatic 12-stopniowa     | MAN TipMatic 12-stopniowa     |
| Ilość miejsc        | do 53+1+1                     | do 57+1+1                     |
| Pojemność bagażnika | 6,7 m³                        | 8 m³                          |